# Права людини та розвиток
Розвиток — це право людини, яке належить кожному та кожній, індивідуально та колективно. Кожна людина «має право брати участь, сприяти та користуватися економічним, соціальним, культурним та політичним розвитком, у якому всі права людини та основоположні свободи можуть бути повністю реалізовані», — зазначає новаторська Декларація ООН про право на розвиток, проголошена у 1986 році.
Права людини збільшують значення порядку денного з розвитку, звертаючи увагу на відповідальність за дотримання, захист, сприяння та реалізацію всіх прав людини всіма людьми. Це, у свою чергу, сприяє підходу до розвитку, що заснований на правах людини. Підхід, заснований на правах людини, в подальшому призведе до краще проаналізованих та більш цілеспрямованих стратегічних втручань, забезпечуючи нормативну базу для вирішення основних питань розвитку.

## Історія прав людини
Початковий імпульс сучасного правового режиму і руху в галузі прав людини виник як реакція на звірства нацистів під час Другої світової війни. Права людини згадуються у Статуті Організації Об'єднаних Націй як в преамбулі, так і в статті 1, хоча і дуже коротко. У преамбулі Статуту ООН підтверджується «віра в основоположні права людини, в гідність і цінність людської особистості, в рівноправність чоловіків і жінок».
Статутом було засновано Економічну і соціальну раду, яка утворила Комісію ООН з прав людини, нині Рада ООН з прав людини. Глава IX Статуту під назвою «Міжнародне економічне й соціальне співробітництво» містить пункт (с) в статті 55, в якому йдеться про «загальну повагу і дотримання прав людини і основоположних свобод для всіх, незалежно від раси, статі, мови і релігії». Стаття 56 Статуту ООН зобов'язує членів ООН здійснювати спільні та самостійні дії у співробітництві з ООН для досягнення цілей, визначених в статті 55.
Важливим документом в історії прав людини є Загальна декларація прав людини. Складена представниками та представницями з різним правовим та культурним походженням з усіх регіонів світу, Декларація була проголошена Генеральною Асамблеєю Організації Об'єднаних Націй у Парижі 10 грудня 1948 року резолюцією 217 A (III) Генеральної Асамблеї як загальний стандарт досягнень для всіх людей та всіх націй. У ній вперше зазначено, що основні права людини мають бути захищені усюди. З моменту прийняття в 1948 році Декларація була перекладена більш ніж на 500 мов — вона є найбільш перекладеним документом у світі. Вона також надихнула конституції багатьох нових незалежних держав та багатьох нових демократій. Декларація разом з Міжнародним пактом про громадянські та політичні права та двома Факультативними протоколами (про процедуру подання скарг та про смертну кару) та Міжнародним пактом про економічні, соціальні та культурні права та Факультативним протоколом до нього утворюють так званий Міжнародний білль про права людини.

## Декларація про право на розвиток
Декларація про право на розвиток була проголошена Генеральною Асамблеєю ООН в резолюції 41/128 у 1986 році, тільки Сполучені Штати голосували проти резолюції, вісім інших держав утрималися.
Право на розвиток розглядається як невід'ємне право людини, в силу якого всі народи мають право брати участь в такому економічному, соціальному, культурному та політичному розвитку, при якому можуть бути повністю здійснені всі права людини та основні свободи, а також сприяти йому і користуватися його благами. Право на розвиток включає: 1) розвиток, орієнтований на людину; визнається, що «людина» є головним суб'єктом, учасником і бенефіціаром розвитку; 2) підхід, заснований на правах людини, чітко вимагає, щоб розвиток здійснювався у спосіб, «при якому всі права людини та основоположні свободи можуть бути повністю реалізовані»; 3) участь; декларація закликає до «активної, вільної та значимої участі» людей у розвитку; 4) справедливість; підкреслюється необхідність «справедливого розподілу благ» розвитку; 5) недискримінація; «жодної залежності від раси, статі, мови або релігії»; і 6) самовизначення; Декларація включає самовизначення, включаючи повний суверенітет над природними ресурсами, як складову права на розвиток.
Це право є правом третього покоління, і розглядається як групове право, тобто таке, що належить громадам на відміну від індивідуального права, що застосовується до окремих осіб. «Саме народ, не окрема людина, має право на самовизначення, на національний і глобальний розвиток». Однією з перешкод на шляху реалізації цього права є складний процес визначення поняття «народ» для цілей самовизначення. Крім того, більшість країн, що розвиваються, висловлюють стурбованість негативним впливом аспектів міжнародної торгівлі, нерівного доступу до технологій і непосильного боргового тягаря, і сподіваються на створення обов'язкових зобов'язань щодо сприяння розвитку як способу поліпшення врядування і верховенства права. Право на розвиток втілює в собі три додаткові ознаки, які прояснюють його значення і уточнюють, як воно може знизити рівень бідності: 1) це цілісний підхід, який інтегрує права людини в процес; 2) сприятливе середовище пропонує справедливіші умови в економічних відносинах для країн, що розвиваються; 3) концепція соціальної справедливості та рівності передбачає участь народу країн і справедливий розподіл благ розвитку з особливою увагою до маргіналізованих і вразливих верств населення.
У статті 3 Декларації про право на розвиток визначається, що «Держави несуть головну відповідальність за створення національних і міжнародних умов, сприятливих для здійснення права на розвиток».
Важливо, що стаття 6 передбачає, що «Держави повинні вжити заходів для усунення перешкод на шляху розвитку, що виникають через недотримання громадянських та політичних прав, а також економічних соціальних та культурних прав», що нагадує статтю 2.1 Міжнародного пакту про економічні, соціальні і культурні права (МПЕСКП), де йдеться, що «Кожна держава, яка бере участь у цьому Пакті, зобов'язується в індивідуальному порядку і в порядку міжнародної допомоги та співробітництва, зокрема в економічній і технічній галузях, вжити заходів у максимальних межах наявних ресурсів». Крім того, Маастрихтські керівні принципи щодо порушень економічних, соціальних і культурних прав передбачають, що держава порушує Пакт, якщо вона не використовує максимум наявних ресурсів для повної реалізації Пакту.

### Механізми ООН
Міжурядова робоча група відкритого складу з права на розвиток була створена у 1998 році. ЇЇ мандат полягає у глобальному (а) відстеженні та огляді прогресу, досягнутого на національному та міжнародному рівнях у просуванні та реалізації права на розвиток, як це викладено у Декларації про право на розвиток; (b) наданні рекомендацій та аналізі перешкод для повної реалізації права на розвиток, щороку зосереджуючись на конкретних зобов'язаннях у Декларації; та (c) перегляді доповідей та будь-якої іншої інформації, представленої державами, агенціями Організації Об'єднаних Націй, іншими відповідними міжнародними організаціями та неурядовими організаціями щодо взаємозв'язку між їх діяльністю та правом на розвиток.
Очолювана Головою-доповідачем, Робоча група представляє Генеральній Асамблеї та Раді з прав людини (РПЛ) щорічну доповідь за результатами обговорень, включаючи поради до Управління Верховного комісара ООН з прав людини (УВКПЛ) щодо реалізації права на розвиток та можливих програм технічної допомоги на прохання зацікавлених країн з метою сприяння реалізації права на розвиток.
Мандат Верховного комісара (ВК) і УВКПЛ, як визначено в резолюції 48/141 4 (с) , спрямований на «просування і захист реалізації права на розвиток і посилення підтримки відповідних органів системи ООН для цієї мети». Право на розвиток підкреслюється Генеральною Асамблеєю і РПЛ, які просять Генерального секретаря ООН і ВК щорічно доповідати про прогрес у реалізації права на розвиток, зокрема про діяльність, спрямовану на зміцнення глобального партнерства в цілях розвитку між Державами-Членами, агентствами з розвитку і міжнародними інститутами розвитку, фінансів і торгівлі.

## Права людини та Порядок денний у сфері сталого розвитку до 2030 року
Все більше визнається, що права людини є необхідними для досягнення сталого розвитку. Цілі розвитку тисячоліття слугували представниками певних економічних та соціальних прав, але ігнорували інші важливі зв'язки з правами людини. На противагу цьому, принципи та стандарти в галузі прав людини зараз знайшли своє відображення у амбіційній новій глобальній системі розвитку — Порядку денному у сфері сталого розвитку до 2030 року.
У вересні 2015 року 170 світових лідерів зібрались на саміті ООН зі сталого розвитку в Нью-Йорку, щоб прийняти Порядок денний на 2030 рік. Новий Порядок денний охоплює широкий перелік із 17 цілей сталого розвитку (ЦСР) та 167 задач і буде служити основою для дій глобального та національного розвитку протягом наступних 15 років.
ЦСР є результатом найбільш консультативного та всеохоплюючого процесу в історії Організації Об'єднаних Націй. Спираючись на міжнародне право з прав людини, порядок денний пропонує критичні можливості для подальшого просування прав людини без дискримінації для всіх людей та всюди.

### Цілі сталого розвитку
1. Подолання бідності у всіх формах і всюди
2. Подолання голоду, досягнення продовольчої безпеки, поліпшення харчування і сприяння сталому розвитку сільського господарства
3. Забезпечення здорового способу життя та добробуту людей будь-якого віку
4. Забезпечення всеохоплювальної і справедливої якісної освіти та заохочення можливості навчання впродовж усього життя для всіх
5. Забезпечення гендерної рівності, розширення прав і можливостей усіх жінок та дівчат
6. Забезпечення наявності та сталого управління водними ресурсами та санітарією
7. Забезпечення доступу всіх людей до прийнятних за ціною, надійних, сталих і сучасних джерел енергії
8. Сприяння безперервному, всеохопному і сталому економічному зростанню, повній і продуктивній зайнятості та гідній праці для всіх
9. Створення стійкої інфраструктури, сприяння всеохоплювальній і сталій індустріалізації та інноваціям
10. Скорочення нерівності всередині країн і між ними
11. Забезпечення відкритості, безпеки, життєстійкості й екологічної стійкості міст і населених пунктів
12. Забезпечення переходу до раціональних моделей споживання і виробництва
13. Вжиття невідкладних заходів щодо боротьби зі зміною клімату та її наслідками
14. Збереження та стале використання океанів, морів і морських ресурсів в інтересах сталого розвитку
15. Захист і відновлення екосистем суші та сприяння їх раціональному використанню, раціональне лісокористування, боротьба з опустелюванням, припинення та повернення назад процесу деградації земель і зупинення втрати біорізноманіття
16. Сприяння розбудові миролюбного і всеохопного суспільства задля сталого розвитку, забезпечення всім доступу до правосуддя і створення ефективних, підзвітних та інклюзивних інституцій на всіх рівнях

### Права людини та бізнес
Держави відіграють головну роль у запобіганні та усуненні порушень прав людини, пов'язаних з діяльністю корпорацій. Відповідно до резолюції 8/7 уряди можуть підтримувати і посилювати ринковий тиск на компанії з метою змусити їх дотримуватися прав, тоді як належна звітність дозволяє зацікавленим сторонам вивчити результати діяльності, пов'язаної з правами людини. Для виконання обов'язків із захисту держави повинні регулювати дії комерційних підприємств і виносити щодо них судові рішення. Міжнародні договори з прав людини самі по собі не створюють прямих зобов'язань для корпорацій, але віддають більшу роль державам стосовно вживання конкретних дій для захисту від порушень корпораціями прав людини. Нещодавня Конвенція про права осіб з інвалідністю чітко передбачає, що держави-учасниці зобов'язані докладати всіх необхідних зусиль для ліквідації дискримінації за ознакою інвалідності з боку будь-якої організації чи приватного підприємства.
Підприємства повинні поважати права людини, усувати несприятливі наслідки для прав людини, якщо вони виникають. Обов'язок підприємств дотримуватися прав людини належить до прав, викладених у Міжнародному біллі про права людини, і принципів, що стосуються основоположних прав, викладених у Декларації Міжнародної організації праці про основоположні принципи і права в сфері праці. У рамках свого обов'язку щодо захисту від порушень прав людини, пов'язаних з підприємницькою діяльністю, держави повинні вживати відповідних заходів для забезпечення постраждалим доступу до ефективних засобів правового захисту через судові, адміністративні, законодавчі або інші відповідні засоби.
З 1990-х років для спрямування поведінки корпорацій використовуються інструменти «м'якого права», такі як Керівні принципи Організації економічного співробітництва та розвитку (ОЕСР) для багатонаціональних підприємств, Глобальний договір ООН і проєкт Норм ООН щодо обов'язків транснаціональних корпорацій та інших підприємств. Керівні принципи ОЕСР охоплюють широке коло питань, включно з трудовими та екологічними стандартами, правами людини, корупцією, захистом прав споживачів, технологіями тощо. Керівні принципи є повністю добровільними. Вони були переглянуті в 2000 році та оновлені в 2011 році. В оновлену версію 2011 року було включено окрему главу про права людини.
У 2000 році ООН започаткувала «Глобальний договір», який закликав лідерів бізнесу «прийняти і впровадити» набір з 10 принципів, що стосуються прав людини, трудових прав, захисту навколишнього середовища та корупції. Договір не передбачав механізму вирішення спорів. У відповідь на цю критику в 2005 році було вжито заходів щодо забезпечення доброчесності, якими було створено процедуру подачі скарг на систематичні порушення загальних цілей і принципів договору.
За останні десятиліття також з'явилося безліч кодексів поведінки, розроблених спеціально для компаній і за участю багатьох зацікавлених сторін, як-от «Принципи Салівана». Сотні компаній тепер публічно зобов'язалися виконувати основні права людини. Кодекси поведінки розглядаються як частина підходу «м'якого права» і не є юридично обов'язковими, але загальний нормативний ефект може призвести до юридичних наслідків, оскільки стандарти можуть бути включені в трудові та агентські договори.